# Gà (poker)

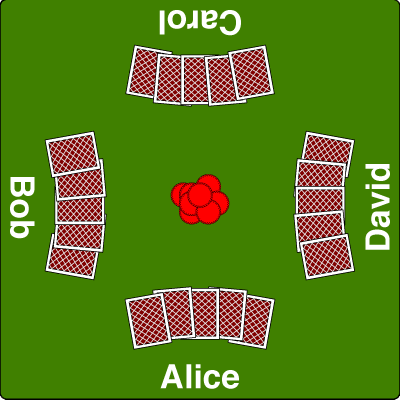
Gà (poker)

Tiền gà trong bài xì tố đề cập đến số tiền mà người chơi đặt cược trong một ván bài hoặc trò chơi, theo quy tắc đặt cược của biến thể được chơi.
Vào lúc kết thúc một tay bài, hoặc là tất cả trừ một người chơi bỏ bài, hoặc bằng cách lật cho xem bài,  tiền cược sẽ được trao cho người thắng duy nhất hoặc chia đều cho các người chơi cùng có bài chiến thắng. Đôi khi tiền gà có thể được phân chia giữa nhiều người chơi. Điều này đặc biệt đúng trong các trò chơi quân bài cao thấp, nơi không chỉ tay cao nhất có thể giành chiến thắng, mà trong điều kiện thích hợp, tay thấp nhất sẽ giành được một phần tiền gà.